# Jan Rutgers
Johannes Rutgers, noto come Jan Rutgers (Hallum, 24 agosto 1850 – Heerenveen, 13 agosto 1924), è stato un medico e sessuologo olandese.
È stato predicatore neomalthusiano. È stato una delle figure di spicco della rivoluzione sessuale nei Paesi Bassi e sostenitore del miglioramento della razza e dell'eugenetica.

## Biografia
Rutgers era figlio del pastore riformato Sebald Justinus Rutgers e di Anna Maria Wolthers.
Il 28 maggio 1874 sposò Cornelia Everharda Thiens Abresch. Da questo matrimonio nacquero quatto figli, due maschi e due femmine. Uno dei figli fu il noto comunista Sebald Justinus Rutgers.
Rutgers studiò teologia presso l'Università di Groningen, laureandosi a 22 anni. Un anno dopo, nel 1874, divenne predicatore nel villaggio di Hornhuizen, nella provincia di Groningen. Nel 1875 attraversò una grave crisi di fede che lo spinse a riprendere gli studi. Studiò medicina, sempre a Groningen, e poi all'Università di Leida. Nel 1879 divenne medico e nello stesso anno ottenne il dottorato con una dissertazione sull'influenza delle malattie epatiche sulla funzione renale. Successivamente si stabilì come medico generico all'Haringvliet di Rotterdam. Qui sua moglie morì il 18 febbraio 1884 per complicazioni post-parto.
Dopo la morte della prima moglie, si risposò nel 1885 con la femminista Mietje Hoitsema. Anche grazie a Mietje, l'interesse di Rutgers per le questioni sociali crebbe. Questo secondo matrimonio rappresentò una svolta nella sua vita. Fu attratto dall'anarchismo. Si abbonò al settimanale anarchico Les Temps Modernes di Parigi, diretto da Jean Grave, e divenne un seguace delle idee di Pëtr Kropotkin. Nei Paesi Bassi strinse amicizia con Ferdinand Domela Nieuwenhuis, al quale diede più volte consigli e che sostenne anche in altri modi. Pubblicò sul periodico di Domela, Recht voor Allen, sotto lo pseudonimo di "Jan Holland". A Rotterdam mise a disposizione degli operai anarchici la propria biblioteca e successivamente affittò loro un locale per le riunioni. Mietje si orientò invece verso il Partito Socialdemocratico dei Lavoratori e insieme abbracciarono il femminismo, il neomalthusianesimo e il vegetarismo.

## Ideologia
L'opera principale di Rutgers fu rendere accessibile una contraccezione affidabile. Per lui "la contraccezione mediante mezzi anticoncezionali costituiva una parte della liberazione dell'uomo moderno dal giogo di una morale innaturale". A partire dal 1892, seguendo l'esempio di Aletta Jacobs, tenne un ambulatorio speciale per il controllo delle nascite, in cui forniva il pessarium occlusivum ("l'anello chiuso per donne").
Dal 1901, seguendo l'esempio della moglie Mietje, divenne membro della Lega Neomalthusiana (Nieuw-Malthusiaanse Bond - NMB), antesignana della Nederlandse Vereniging voor Seksuele Hervorming (NVSH), fondata nel secondo dopoguerra. Assunse rapidamente il ruolo di segretario, mantenendo una posizione di leadership per diciotto anni. Mietje stessa fu presidente della NMB dal 1901 al 1912. Già a partire dal 1900, Rutgers aveva iniziato a formare i membri laici dell'associazione — le cosiddette "collaboratrici esperte" — con l'obiettivo di creare una rete di assistenza contraccettiva nei Paesi Bassi. Questa iniziativa gli alienò le simpatie del mondo medico e fu anche la causa dell'abbandono della NMB da parte di Aletta Jacobs.
Nel 1905 pubblicò Rasverbetering en bewuste aantalsbeperking; kritiek van het Malthusianisme en van het Nieuw-Malthusianisme, in cui proponeva il raggiungimento del "massimo fisiologico" come criterio oggettivo per il controllo delle nascite.
Propose anche il divieto di riproduzione per chi viveva in condizioni misere.
Sosteneva apertamente di miglioramento della razza, intendendo la miglioria della specie umana. Vedeva la limitazione volontaria delle nascite come condizione necessaria per il miglioramento della razza. Come Aletta Jacobs, considerava il miglioramento della razza come progresso soprattutto medico, igienico e culturale. Faceva anche riferimento agli "ereditariamente svantaggiati". 
Contro l'argomento che la limitazione delle nascite avrebbe ridotto eccessivamente la popolazione, sosteneva che chi non voleva affatto figli era una "natura difettosa", e che "è un beneficio per la razza se questi individui si estinguono da soli". 
Prevedeva anche un impatto positivo sulla castità, che sarebbe stata maggiormente sentita con l'uso di contraccettivi meno fallibili. 
Considerava l'uso di contraccettivi "immorale" solo se mosso da "egoismo, ostentazione, pigrizia, avidità" o "pessimismo". 
I contraccettivi, secondo lui, erano anche "il miglior rimedio" contro la prostituzione. 
Predisse che le norme sessuali si sarebbero evolute parallelamente alla crescente affidabilità dei metodi anticoncezionali.
Considerava compito del governo garantire un'educazione sessuale adeguata. Tuttavia, la conoscenza dei metodi anticoncezionali doveva restare limitata agli adulti sposati e non essere divulgata ai bambini.
Rutgers si oppose progressivamente all'indissolubilità del vincolo matrimoniale, ritenendolo alla fine "immorale e irragionevole" come il voto monastico. Si batté anche contro l'abuso di alcol, contro la criminalizzazione dell'aborto e nel 1912 firmò una petizione del Comitato Scientifico Umanitario Olandese, a favore dei diritti degli omosessuali.
Nel 1919, a 68 anni, lasciò la NMB e ne divenne membro onorario. Si dedicò alla scrittura e nel 1922 pubblicò Das Sexualleben in seiner biologischen Bedeutung als ein Hauptfaktor zur Levensenergie für Mann und Weib, für die Pflanzen und für die Tiere.
Morì nel 1924 in solitudine; il suo corpo fu ritrovato solo alcuni giorni dopo. Rutgers può essere considerato un precursore della sessuologia e un pioniere della libertà sessuale. La 'Stichting Consultatiebureaus voor Huwelijks- en Geslachtsleven' fu ribattezzata in suo onore Rutgers Stichting.

## Opere
- 1900: Een boek voor jonge vrouwen en meisjes, wenken voor het geslachtsleven. Amsterdam.
- 1905: Rasverbetering en bewuste aantalsbeperking, kritiek van het Malthusianisme en van het Nieuw-Malthusianisme. Rotterdam. 2ª edizione: Amsterdam 1923.
- 1916: Het geslachtsleven van den man. Almelo.
- 1922: Das Sexualleben in seiner biologischen Bedeutung als ein Hauptfaktor zur Lebensenergie für Mann und Weib, für die Pflanzen und für die Tiere, R.A. Giesecke, Dresda.